# Comunidad de comunas de Bresse-Dombes-Sur Revermont
La comunidad de comunas de Bresse-Dombes-Sud Revermont (en francés communauté de communes Bresse-Dombes-Sud Revermont) era una estructura intercomunal francesa del departamento de Ain.

## Historia
Fue creada el 1 de enero de 2000 en aplicación de una resolución del prefecto de Ain del 7 de diciembre de 1999 con la unión de seis de las comunas del antiguo cantón de Pont-d'Ain.
La comunidad se ha disuelto el 31 de diciembre de 2016.

## Nombre
Debe su nombre a que las seis comunas se hallan situadas en las tres regiones naturales del Bresse Saboyardo, antigua provincia francesa, así como en la zona sur de Dombes y Revermont.

## Composición
La Comunidad de comunas reagrupó 6 comunas, con un total de 6309 habitantes:
| Código INSEE | Comuna               | Cantón    | Población (2012) | Superficie (km²) | Densidad (hab./km²) |
| ------------ | -------------------- | --------- | ---------------- | ---------------- | ------------------- |
| 01069        | Certines             | Ceyzériat | 1443             | 15,92            | 91                  |
| 01151        | Druillat             | Ceyzériat | 1153             | 20,72            | 56                  |
| 01197        | Journans             | Ceyzériat | 341              | 2,43             | 140                 |
| 01374        | Saint-Martin-du-Mont | Ceyzériat | 1699             | 28,09            | 60                  |
| 01422        | Tossiat              | Ceyzériat | 1371             | 10,17            | 135                 |
| 01425        | La Tranclière        | Ceyzériat | 302              | 14,75            | 20                  |

## Competencias
La comunidad es un organismo público de cooperación intercomunal.
Sus recursos provienen del impuesto sobre los rendimientos del trabajo único, del sistema de contribuciones que se aplica a los residuos y asignaciones y subvenciones de diversos socios.
Sus competencias en general se centran en el desarrollo económico, medio ambiental, de empleo y los servicios comunitarios a los habitantes:
- Ordenación del Territorio
  - Plan de Coherencia Territorial (SCOT, en francés) (a título obligatorio).
  - Plan Sectorial (a título obligatorio).
- Desarrollo y organización económica
  - Acción de desarrollo económico de las actividades industriales, comerciales o de empleo, (apoyo de las actividades agrícolas y forestales...) (a título obligatorio).
  - Creación, organización, mantenimiento y gestión de zonas de actividades industriales, comerciales, terciario, artesanal o turístico (a título obligatorio).
- Desarrollo y organización social y cultural
  - Actividades culturales y socioculturales (a título facultativo).
  - Actividades deportivas (a título facultativo).
  - Construcción y/u organización, mantenimiento, gestión de equipamientos o establecimientos culturales, socioculturales, socioeducativos, deportivos… (a título optativo).
  - Transporte escolar (a título facultativo).
- Medio ambiente
  - Saneamiento no colectivo (a título facultativo).
  - Recogida y tratamiento de los residuos urbanos y asimilados (a título optativo).
  - Protección y valorización del Medio Ambiente (a título optativo).
- Vivienda y hábitat
  - Programa local del hábitat (a título optativo).
- Servicio de vías públicas
  - Creación, organización y mantenimiento del servicio de vías públicas (a título optativo).
- Otros
  - Adquisición comunal de material (a título facultativo).
  - Informática, Talleres vecinales (a título facultativo).